# Estudi de dieta total
Els estudis de dieta total es consideren el millor sistema per estimar l'exposició de la població a contaminants químics a través de la ingesta d'aliments.
Aquests estudis es dissenyen per calcular, en un territori, la ingesta mitjana d'alguns contaminants dels diferents grups de població, segons l'edat, el sexe i els hàbits de consum. Les dades obtingudes són útils per determinar si un contaminant pot suposar un risc per a la salut de la població estudiada.
Els estudis de dieta total es diferencien dels programes de vigilància perquè:
- Quantifiquen la presència de contaminants en la dieta, no en aliments concrets.
- L'elecció i l'adquisició dels aliments analitzats es basa en els hàbits de consum de la població estudiada.
- L'objectiu és conèixer el nivell mitjà de concentració de contaminants per grups d'aliments, no valors concrets de cada producte.

L'Organització Mundial de la Salut (OMS) recomana l'elaboració d'estudis de dieta total perquè és una de les principals fonts d'informació quantitativa sobre la ingesta de diferents contaminants químics i nutrients a la dieta.
A més, els estudis de dieta total poden ser un indicador de la contaminació ambiental per substàncies químiques, i es poden fer servir per avaluar l'efectivitat de les mesures destinades a reduir l'exposició de la població a perills químics. Així mateix, les avaluacions sobre l'exposició a contaminants tenen molta importància a l'hora de prendre decisions fermes respecte a la regulació de les substàncies químiques i la seguretat dels aliments.